# 江泰路駅
江泰路駅（こうたいろ-えき）は、中華人民共和国広東省広州市海珠区江南大道と江泰路の交差点にある、広州地下鉄2号線及び11号線の駅である。

## 歴史
- 2010年9月25日 - 2号線の駅として開業[1]。
- 2024年12月28日 - 11号線の開業に伴い、乗り換え駅となる[2]。また同時に、当駅の英語表記が以前の「Jiangtai Lu」から、「Jiangtai Road」に変更となる

## 駅構造
2号線・11号線とも島式ホーム1面2線を有する地下駅である。2号線ホームは江南大道りの地下にある。

### のりば
| 番線                    | 路線     | 方向   | 行先                     |
| ----------------------- | -------- | ------ | ------------------------ |
| 2号線ホーム（地下2階）  |          |        |                          |
| 1                       | ■ 2号線  | 北行   | 嘉禾望崗方面             |
| 2                       | ■ 2号線  | 南行   | 広州南駅方面             |
| 11号線ホーム（地下3階） |          |        |                          |
| 3                       | ■ 11号線 | 外回り | 大塘・龍潭・沙河方面     |
| 4                       | ■ 11号線 | 内回り | 沙涌・芳村・雲台花園方面 |

## 駅周辺
- 鳳陽苑
- 中海江泰里
- 翠怡小区
- 康泰花苑
- 万科派鄰里商業中心
- 奥宝・潤政広場
- 南珠広場
- 江燕花園
- 燕匯広場
- 海富花園

## 隣の駅
広州地下鉄
■ 2号線
東暁南駅 207 - 江泰路駅 208 - 昌崗駅 209
■ 11号線
燕崗駅 1125 - 江泰路駅 1126 - 五鳳駅 1127